# 日本の企業一覧 (電気機器)
日本の企業一覧(電気機器)（にほんのきぎょういちらん でんききき）は、電気機械器具（重電機器・弱電機器）製造を主たる業務とする日本の企業の一覧。
電気機器といっても非常に広い分野に渡るため、読者の理解の一助として、主な生産品目などのキーワードを《　》内に記載。

## ア行
- Apple Japan《パソコン、音響機器》
- ASTI 《車載用品》（東証スタンダード・6899）
- AKIBAホールディングス 《持株会社》（東証スタンダード・6840）
  - アドテック 《PC周辺機器、AV機器》
- Avino《音響機器》
- AlphaTheta《音響機器》
- RVH (企業) （東証スタンダード・6786）
  - リアルビジョン 《情報処理機器》
- Earth Power《バッテリー充電器、DC-ACインバータ、AC-DC電源、制御盤》
- アーム電子 《プリント基板》
- アールエフ《映像機器》
- アール・ダブリュー・シー（RWC） 《音響機器》
- アイ・オー・データ機器 《PC周辺機器》
- アイコム 《無線関係》（東証プライム・6820）
- アイシン高丘《音響機器》
- 愛知電機 《配電用変圧器》（名証プレミア・6623）
- IDEC《制御機器、旧：和泉電気》（東証プライム・6652）
- アイ・ディ・ケイ《映像機器》
- I-PEX 《コネクタ》
- アイホン 《インターホン、携帯電話》（東証プライム・6718）
- アイリバー 《音響機器》
- アイリスオーヤマ《照明器具》
- アイレックス 《プリント基板》
- アイワ《音響機器》
- アオイ電子 《IC、抵抗器》（東証スタンダード・6832）
- 赤井電機 《浄水器》
- アキュフェーズ 《音響機器》
- アキュートロジック《映像機器》
- アクセル 《LSI》（東証スタンダード・6730）
- アコースティック・リヴァイブ《音響機器》
- 朝日電器《照明器具》
- アジアグロースキャピタル→大黒屋ホールディングス（日本の企業一覧 (小売業)）
- アスタリスク（東証グロース・6522）
- アストロデザイン《映像機器》
- アズビル 《制御機器》（東証プライム・6845）
- アドテック プラズマ テクノロジー 《プラズマ用電源》（東証スタンダード・6668）
- アドバンテスト 《計測器》（東証プライム・6857）
- アバールデータ 《組込機器》（東証スタンダード・6918）
- アマダミヤチ 《レーザー・抵抗溶接・システム機器》（旧：ミヤチテクノス）
- アライドテレシスホールディングス 《通信機器》（東証スタンダード・6835）
- アルチザネットワークス 《通信計測機器》（東証スタンダード・6778）
- アルバック 《真空装置》（東証プライム・6728）
- アルファデータ 《PC関連》
- アルプスアルパイン 《音響機器、磁気ヘッド、電子部品》（東証プライム・6770）（旧：アルプス電気）
  - アルパイン (企業) 《音響機器、カーオーディオ、アルプス電気系》
- アロカ → 日立アロカメディカル
- アンデス電気 《液晶カラーフィルター、空気清浄機》
- アンリツ 《通信機器、計測器、NEC系》（東証プライム・6754）

- IMAGICA GROUP《画像システム》（東証プライム・6879）（旧：イマジカ・ロボット ホールディングス）
- iiyama 《PC周辺機器》
- イーター電機工業 《スイッチング電源》
- 池上通信機 《放送機材》（東証スタンダード・6771）
- 出光興産《電池、電子部品》
- 市光工業 《自動車のランプ、日産系》（東証プライム・7244）
- イビデン 《プリント基板》（東証プライム・4062）
- イリソ電子工業 《コネクタ》（東証プライム・6908）
- 岩崎通信機 《電話関係機器》
- 岩崎電気 《街灯などの照明関係》
- 岩谷産業 《白物家電》
- イメージニクス《映像機器》
- インスペック 《検査装置》（東証スタンダード・6656）
- インタフェース《制御機器》
- インネクスト 《検査装置》
- インバースネット《パソコン》
- インベンテック開発《パソコン》

- ウイングアーク1st《パソコン》
- ウインテスト 《検査装置》（東証スタンダード・6721）
- ウシオ電機 《産業用ランプ》（東証プライム・6925）

- A&D （赤井電気+ダイヤトーン(三菱電機)）→赤井電気の項を参照のこと。
- A&D (オーディオ)《音響機器》
- エーオープン 《PC関連機器》
- AGCテクノグラス《電子部品》
- Abalance（東証スタンダード・3856）
- EIZO 《液晶製品》（旧・ナナオ）（東証プライム・6737）
- ESOTERIC《音響機器》
- ExaScaler《パソコン》
- FDK 《電子部品、乾電池》（東証スタンダード・6955）（2001年富士電気化学から改称）
- FCNT《携帯電話》
- HGST 《PC関連》
- HPCシステムズ（東証グロース・6597）
- SMK (企業) 《コネクタ、スイッチ》（東証プライム・6798）
- S-Master《音響機器》
- LG化学《電池》
- MCJ 《PC関連》（東証スタンダード・6670）
- MD studio《音響機器》
- M-SOUNDS《音響機器》
- NKKスイッチズ 《スイッチ》（東証スタンダード・6943）
- NECプラットフォームズ 《POSシステム、携帯電話》（旧：日通工→NECインフロンティア）
- NECエレクトロニクス→ルネサス エレクトロニクス
- NECトーキン→トーキン
- NECパーソナルコンピュータ《パソコン》
- NKKスイッチズ《電子部品》
- NGKエレクトロデバイス《電子部品》
- NTTイノベーティブデバイス《映像機器》
- エイアンドティー 《分析装置》
- エイサー (企業) 《PC、AV機器》
- エイビット《携帯電話》
- エウレカコンピューター《パソコン》
- エスケーエレクトロニクス 《フォトマスク》（東証スタンダード・6677）
- エスペック 《環境試験機器》（東証プライム・6859）
- エナジーサポート 《開閉器》（大証2・6646）
- エヌエフホールディングス 《計測機器》（東証スタンダード・6864）
  - エヌエフ回路設計ブロック
- エヌ・ティ・ティ エムイー（NTT-ME） 《通信機器》
- エネサーブ 《発電装置》
- エノモト 《リードフレーム》（東証プライム・6928）
- エバーグリーン 《PC関連製品》
- エプソンダイレクト《パソコン》
- エブレン（東証スタンダード・6599）
- エムケー精工 《調理機器、電光掲示板》
- エムディケー
- エルナー 《コンデンサ、プリント基板》
- エルピーダメモリ 《DRAM》
- エレガアコス《音響機器》
- エレクトロラックス 《白物家電》
- エレコム 《PC周辺機器》（東証プライム・6750）
- エレファンテック《電子部品》
- 塩谷製作所《電子部品》
- 遠藤照明 《照明器具》（東証スタンダード・6932）
- エンプラス 《プラスチックの光学素子など》（東証プライム・6961）

- Aurex《音響機器》
- OSGコーポレーション 《浄水器》（東証スタンダード・6757）
- OBARA GROUP 《抵抗溶接機器》（東証スタンダード・6877）
- オウルテック 《PC・スマホ周辺機器、カー用品、音響機器》
- 大井電気 《情報通信機器》（東証スタンダード・6822）
- 大泉製作所《電子部品》
- 大崎電気工業 《電気のメーター（電力量計）》（東証プライム・6644）
- オー・エイチ・ティー 《検査装置》
- オージス総研《パソコン》
- オーディオテクニカ 《音響機器》
- オーデリック《照明器具》
- オービック《パソコン》
- オーム電機 (静岡県)《パソコン》
- オーディオテクニカ《映像機器、音響機器》
- オーデリック《照明器具》
- オーム電機 (東京都)《照明器具》
- 岡谷電機産業 《ノイズ対策部品》（東証スタンダード・6926）
- 小川電器商会《音響機器》
- オキサイド (企業)（東証グロース・6521）
- 沖電気工業 《通信機器全般、半導体など》（東証プライム・6703）
- 沖データ《プリンター》
- オタリ 《音響機器関係》
- 小野測器 《計測機器》（東証スタンダード・6858）
- オプテックスグループ《センサ関連機器》（東証プライム・6914）
  - オプテックス 《センサ関連機器》
  - オプテックス・エフエー 《センサ関連機器》
- オプトエレクトロニクス 《バーコード関連機器》（東証スタンダード・6664）
- オムロン《電子部品》
- オムロン太陽《電子部品》
- オリエント時計
- オリオン電機 《映像、音響機器》
- オリジン 《NTT向け電源装置》（東証スタンダード・6513）
- オリンパス 《光学機器》
- オリンパス・ボイストレックシリーズ《音響機器》
- オムロン 《健康機器、制御機器》（東証プライム・6645）
- オンキヨーホームエンターテイメント 《音響機器》
- 音聴箱《音響機器》

## カ行
- カインズグループ《電子部品》
- 加賀電子 《半導体》
- 加賀東芝エレクトロニクス《電子部品》
- かがつう《照明器具》
- カシオ計算機 《電卓、腕時計》（東証プライム・6952）
- カシオ情報機器《パソコン》
- カシオマイクロニクス 《半導体BUMP》
- 春日電機 《端子台》
- 金沢村田製作所《電子部品》
- カナレ電気《映像機器》
- カロッツェリア (AV機器)《音響機器》
- 河合楽器製作所 《電子楽器》
- かわでん（旧：川﨑電気） - 2000年民事再生法申請（東証スタンダード・6648）
- 河村電器産業 《配電盤》

- キーエンス 《FA用センサー》（東証プライム・6861）
- キオクシアホールディングス（東証プライム・285A）
  - キオクシア 《半導体》
- GIGABYTE 《PC関連》
- 菊水ホールディングス 《計測機器》（東証スタンダード・6912）
- 北川工業 《電磁波環境部品》
- キヤノン 《OA機器、光学機器》（東証プライム・7751）
  - キヤノン電子 《キヤノン向けプリンタなどの製品組み立て》（東証プライム・7739）
- ギャザズ《音響機器》
- Qbric《音響機器》
- QDレーザ（東証グロース・6613）
- キューヘン 《変圧器・太陽光発電設備》
- 京三製作所 《鉄道・道路用信号機》（東証プライム・6742）
- 京写 《プリント基板》（東証スタンダード・6837）
- 京セラ 《通信機器、電子部品》（東証プライム・6971）
  - 京セラクリスタルデバイス 《水晶関連電子部品》→京セラ
  - 京セラドキュメントソリューションズ《プリンター》
- キョウデン 《プリント基板》
- 協立電機 《FAシステム》（東証スタンダード・6874）
- 共和電業 《ひずみゲージ》（東証スタンダード・6853）
- 共伸 (神奈川県)《電子部品》
- キングジム 《OA機器》
- 技術少年出版《マイコン》

- グラスバレー 《映像機器》
- グラフィック プロダクツ 《金型用CAD》
- グラフテック 《プロッタ》
- クラリオン→フォルシアクラリオン・エレクトロニクス
- グリーンハウス 《音響機器、PC周辺機器》
- クリエイティブメディア 《音響機器》
- クリバース《照明器具》
- 恵安 《PC関連》
- 玄人志向 《PC関連》
- 群馬電機《電子部品》
- KRYNA《音響機器》

- ケル 《コネクタ》（東証スタンダード・6919）
- 恵安 (企業)《パソコン》
- ケンウッド 《オーディオ、無線機器》→JVCケンウッド
- ケンコー 《光学機器》
- Kseries《音響機器》
- KDK販売《電子部品》

- 小泉産業 《照明機器》
- 小糸製作所 《自動車用ランプ、トヨタ系》（東証プライム・7276）
  - KIホールディングス 《航空機シート》（東証2・6747）（旧：小糸工業）→小糸製作所
    - コイト電工 《鉄道電装品、信号機》
- KOA 《抵抗器》（東証プライム・6999）
- 廣華物産《音響機器、映像機器》
- 工機ホールディングス 《電動工具》（旧：日立工機）
- 光波《LED関連製品》
- コーセル 《スイッチング電源》（東証プライム・6905）
- 交通システム電機 《鉄道・道路用信号機》
- KOKUSAI ELECTRIC （東証プライム・6525）
- コクヨ 《OA機器》
- コシナ 《光学機器》
- コダック 《光学機器》
- コニカミノルタ 《精密機器・光学機器、カメラを含むフォトイメージング事業は撤退》（旧：コニカミノルタホールディングス）（東証プライム・4902）
- 湖北工業 （東証スタンダード・6524）
- コロナ 《電気式石油ファンヒーター、空調機器など》
- コンテック 《組み込み機器》

## サ行
- サイズ 《PC周辺機器》
- サイコム (パソコンメーカー)《パソコン》
- サイレックス・テクノロジー 《ネットワーク機器》
- ザインエレクトロニクス 《LSI》（東証スタンダード・6769）
- サウンドウーノ《音響機器》
- 坂口電熱《電熱機器》
- サクサホールディングス《電話通信機器》（旧：田村大興ホールディングス）（東証スタンダード・6675）
  - サクサ（旧：田村電機 / 大興電機）
- さつき (企業)《映像機器、パソコン》
- 澤藤電機 《発電機》（東証スタンダード・6901）
- サムスン電子 《韓国の財閥系》
- サンコー (長野県) 《機構部品製造、組立》（東証スタンダード・6964）
- サンケン電気 《スイッチング電源》（東証プライム・6707）
- 三社電機製作所 《半導体、電源》（東証スタンダード・6882）
- 山水電気 《オーディオ、元はトランス。香港グランデ傘下》
- 三相電機 《ポンプ》（東証スタンダード・6518）
- santec 《光関連部品、機器》（東証スタンダード・6777）
- Xacti《映像機器》
- SoundGate《音響機器》
- 三研マイクロホン《音響機器》
- サンケン電気《電子部品》
- 三洋電機 《家電総合、映像機器、携帯電話、音響機器》
- サンディスク 《メディア》
- 山洋電気 《冷却ファン》（東証プライム・6516）
- 三洋ハイアール 《白物家電》
- サン電子 《パチンコ関連機器》（東証スタンダード・6736）
- サンワサプライ 《PC周辺機器》
- 三和電気計器 《計測機器》

- C&Gシステムズ 《金型用CAD》（東証スタンダード・6633）
- CEC 《音響機器》
- ジーエス・ユアサコーポレーション 《持株会社》（東証プライム・6674）
  - GSユアサ 《バッテリー》
  - GSユアサエナジー《電池》
- CL-X919《音響機器》
- CDian《音響機器》
- シーシーエス 《LED照明》
- シーゲート 《PC関連》
- JVCケンウッド《オーディオ、無線機、医療用モニター》（東証プライム・6632）（旧：JVC・ケンウッド・ホールディングス）
- ジオマテック 《光学製品》（東証スタンダード・6907）
- シキノハイテック（東証スタンダード・6614）
- シグマ 《光学機器》
- シコー 《モータ》（旧：シコー技研）
- シスメックス 《検体検査機器・試薬》（東証プライム・6869）
- システムバンキング九州共同センター《パソコン》
- シチズン時計 《精密機器》（東証プライム・7762）（旧：シチズンホールディングス）
  - シチズン・システムズ《時計、液晶機器、健康機器》（旧：シチズンシービーエム）
  - シチズン電子《電子部品》
- 指月電機製作所 《コンデンサ》（東証スタンダード・6994）
- シナノケンシ 《モータ、CD、DVDドライブ》
- 品川無線《音響機器》
- 芝浦電子 《センサー（サーミスタ）》（東証スタンダード・6957）
- 芝浦メカトロニクス 《半導体製造装置》（東証プライム・6590）
- 島田理化工業 《情報通信機器、半導体装置》
- シャープ 《家電総合、電子部品》（東証プライム・6753）
- シャープNECディスプレイソリューションズ《映像機器》
- Sharp Auvi《音響機器》
- ジャノメ 《ミシン》
- ジャパンディスプレイ 《液晶ディスプレイ》（東証プライム・6740）
- JAPANNEXT 《液晶ディスプレイ》
- ジャルコ 《コネクタ》
- JUKI 《ミシン》
- JUNS《パソコン》
- 情報企画《パソコン》
- 昭和KDE 《プリント基板、工業材料》
- 昭和情報機器 《印刷機器》
- 昭和電工マテリアルズ → レゾナック
- 昭和電工マテリアルズ・エレクトロニクス 《プリント基板》（旧：日立化成エレクトロニクス）→ 昭和電工マテリアルズ
- シライ電子工業 《プリント基板》（東証スタンダード・6658）
- シンクロン 《真空装置》
- 新光電気工業 《半導体パッケージ》
- 新コスモス電機 《ガス、火災警報機》（東証スタンダード・6824）
- 新電元工業 《電源装置》（東証プライム・6844）
- シントム 《AV機器》
- 新日本無線→日清紡マイクロデバイス
- シンフォニア テクノロジー《プリンター、自動販売機、自動改札機》（東証プライム・6507）（旧：神鋼電機）
- 神明電機 《スイッチ》

- ズーム (楽器メーカー) 《音響機器》（東証スタンダード・6694）
- ZOOM H2《音響機器》
- SCREENホールディングス 《持株会社》（東証プライム・7735）（旧：大日本スクリーン製造）
  - SCREENセミコンダクターソリューションズ 《半導体製造装置》
  - SCREENファインテックソリューションズ 《ディスプレー製造装置・成膜装置》
  - SCREEN PE ソリューションズ 《プリント基板関連機器》
  - SCREENアドバンストシステムソリューションズ 《ICTソリューションズ》
- 図研 《プリント基板用CAD/CAMシステムの開発》（東証プライム・6947）
- 鈴木 《コネクタ》（東証プライム・6785）
- スター精密 《産業用プリンタ、工作機械》（東証プライム・7718）
- スタックス 《音響機器》
- スタッフ (企業)《電子部品》
- スタンレー電気 《自動車用ランプ、ホンダ系》（東証プライム・6923）
- すばる光電子
- スマホドック24《パソコン》
- スミダ コーポレーション 《コイル。持株会社》（東証プライム・6817）
- 住友電装 《ハーネス》
- 住友電気工業《電子部品》
- 須山歯研《音響機器》
- スリーダム 《リチウムイオン電池》

- SEMITEC《センサー（サーミスタ）》（旧：石塚電子）
- セイコーグループ 《持株会社》
  - セイコーウオッチ《精密工業》
  - セイコーインスツル（SII） 《電子辞書、ネットワーク通信機器》
- セイコーエプソン 《プリンタ、複写機、プロジェクタ》（東証プライム・6724）
- 精工技研 《光関連製品》（東証スタンダード・6834）
- 正興電機製作所 《制御システム》（東証プライム・6653）
- 星和電機 《LED関連製品》（東証スタンダード・6748）
- セーラー万年筆 《事務用機器》
- セコニック 《光学機器、事務機器》
- ゼネラル・エレクトリック 《アメリカ系家電総合》
- セリオ東洋グループ《パソコン》
- 泉州工業《電子部品》

- 象印マホービン 《調理家電》（東証プライム・7965）
- 双信電機 《コンデンサ》
- ソシオネクスト《電子部品》（東証プライム・6526）
- ソニーグループ 《持株会社》（東証プライム・6758）
  - ソニー 《AV機器、通信機器》
  - ソニーモバイルコミュニケーションズ→ソニー
  - ソニーホームエンタテインメント&サウンドプロダクツ→ソニー
  - ソニー・インタラクティブエンタテインメント《携帯電話》
  - ソニーエナジー・デバイス《電池》
- ソフィアホールディングス 《マイコン開発支援装置》（東証スタンダード・6942）
- ソリッドソニック《音響機器》
- ソリトンシステムズ《映像機器》
- ソルガム・ジャパン・ホールディングス （旧SOL Holdings）《LSI開発》

## タ行
- 谷村電気精機 - 未上場、医療分析機器および各種省力化機器などの製造。岩手県北上市
- 第一精工→I-PEX
- タイガー魔法瓶 《調理家電》
- ダイキン工業 《空調機器》
- 大真空 《水晶振動子》（東証プライム・6962）
- 大光電機《照明器具》
- ダイシン電機 《配電盤》
- 大同信号 《鉄道信号機》（東証スタンダード・6743）
- ダイドー電子《電子部品》
- ダイトク《照明器具》
- 大日技研 《医療機器》
- 大日光・エンジニアリング 《電子部品実装》（東証スタンダード・6635）
- 大日製作所《配電盤》
- ダイヘン 《変圧器、溶接機》（東証プライム・6622）
- ダイヤトーン《音響機器》
- ダイヤモンドエレクトリックホールディングス 《持株会社》（東証プライム・6699）
  - ダイヤゼブラ電機 《トランス、電源》
  - ダイヤモンド電機 《点火コイル、着火制御機器》
- 太洋テクノレックス 《フレキシブルプリント基板》（東証スタンダード・6663）
- 太洋電機産業 《はんだごて》
- 太陽誘電 《コンデンサ、光メディア》（東証プライム・6976）
- タカチホメディカル 《一般医科器械、医用電子機器》
- 武内工業所《照明器具》
- 立山科学グループ《電子部品》
- ダブル・スコープ（東証プライム・6619）
- 多摩川ホールディングス 《持株会社》（東証スタンダード・6838）
  - 多摩川電子《通信機器部品》
- 多摩電子工業
- タムラ製作所 《AV機器内部の変圧器》（東証プライム・6768）
- タムロン 《光学機器》

- チノー 《温度関係の計測器》（東証プライム・6850）
- 中央製作所 《電源機器、表面処理装置》（名証メイン・6846）
- 中央電子《パソコン》
- 長府製作所（石油暖房・住設機器）
- 千代田インテグレ 《フィルム、テープ》（東証スタンダード・6915）

- ツインバード 《小型家電製品、照明器具》（東証スタンダード・6897）
- 鶴賀電機 《計測機器》
- つかさ電子《電子部品》

- 帝国通信工業 《抵抗器》（東証プライム・6763）
- ティアック 《PC光学ドライブ、元はオーディオ》（東証スタンダード・6803）
  - ティアックエソテリック 《高級オーディオ》
- ディアイスクエア《パソコン》
- ディーアンドエムホールディングス 《持株会社》
  - デノン 《オーディオ》
- DXアンテナ 《受信関連機器》
- TOA (企業)《音響機器》
- D-dock《音響機器》
- TAD《音響機器》
- TDK 《記録メディア、電子部品、音響機器、フェライト》（東証プライム・6762）
- TDKラムダ 《スイッチング電源》
- TBグループ 《POS、レジスター》（旧：東和メックス）（東証スタンダード・6775）
- テクニカル電子 《駐車場関連機器》
- Technics《音響機器》
- テクノ・セブン 《タイムレコーダー》
- テクノホライゾン 《情報通信関連機器、FA関連機器、光学機器、電気機器、精密機器》（東証スタンダード・6629）
  - タイテック→テクノホライゾン
  - エルモ社→テクノホライゾン
- テクノメディカ 《医療分析機器》（東証スタンダード・6678）
- テスコム 《理美容家電、調理家電》
- 寺崎電気産業 《配電制御システム》（東証スタンダード・6637）
- テラプローブ （東証2・6627）
- 電気興業 《大型の通信アンテナ》（東証プライム・6706）
- 電星《電池》
- デンソー 《日本最大の自動車部品メーカー、トヨタ系》
  - デンソーテン 《オーディオ機器》（旧：富士通テン）
- デンヨー 《エンジン発電機、溶接機》（東証プライム・6517）
- TOA (企業) 《放送設備》（東証プライム・6809）
- 東亜ディーケーケー 《計測機器、分析機器、生化学機器》（東証スタンダード・6848）
- 東和電材 《配・分電盤、各種制御盤・各種監視盤》
- 東京エレクトロン 《半導体製造装置》（東証プライム・8035）
- 東京カソード研究所 《電極、プローブ》
- 東京コスモス電機 《スイッチ,可変抵抗器,車載電装品》（東証スタンダード・6772）
- 東京サウンド《音響機器》
- 東京電波 《水晶発振器》
- 東京特殊電線（TOTOKU) 《電線、映像機器》
- トーキン 《コンデンサ》
- 東研 《バーコードシステム》
- 東光高岳 《電力配電機器》（東証プライム・6617）
- 東芝 《総合電気》
- 東芝テック 《POSシステム》（東証プライム・6588）
- 東芝ライテック《照明器具》
- 東芝電池《電池》
- 東芝燃料電池システム《電池》
- 東邦機械《音響機器》
- 東北村田製作所《電池》
- 東北パイオニア《映像機器、音響機器》
- 東洋電機 《電力配電機器》（名証メイン・6655）
- 東洋電機製造 《鉄道用電気機器》（東証スタンダード・6505）
- 東洋メディアリンクス《音響機器》
- 東レ 《化学》
- 戸上電機製作所 《配電盤》（東証スタンダード・6643）
- トキナー 《光学機器》
- トッキ 《真空技術機器》
- トミタ電機 《フェライトコア、トランス》（東証スタンダード・6898）
- トヨトミ 《空調機・石油暖房機器》
- トライオード《音響機器》
- トラース・オン・プロダクト（東証グロース・6696）（旧・トランザス→ピースリー）
- トレックス・セミコンダクター 《半導体デバイス》（東証プライム・6616）
- 十和田オーディオ《映像機器、音響機器》

## ナ行
- ナガオカ (企業)《音響機器》
- ナガオカトレーディング《音響機器》
- ナカミチ 《オーディオ機器》
- ナカヨ 《通信機器、旧ナカヨ通信機》
- 長崎菱電テクニカ《映像機器》
- 名古屋電機工業 《情報装置、検査装置》（東証スタンダード・6797）
- ナックイメージテクノロジー《映像機器》
- Nuroモバイル《携帯電話》
- ニコン 《光学機器》
- 西芝電機 《発電機》
- ニチコン 《コンデンサ》（東証プライム・6996）
- 日清紡マイクロデバイス 《半導体》
- 日新電機 《電力系重電機器》
- 日照 (企業)《照明器具》
- ニッポ電機 《照明機器》
- 日東工業 《配電盤》（東証プライム・6651）
- ニデック 《精密小型モーター》（旧日本電産）（東証プライム・6594）
  - ニデックアドバンスドモータ 《モータ》（旧日本電産サーボ）
  - ニデックインスツルメンツ 《小型モーター、元はオルゴール、旧三協精機製作所→日本電産サンキョー》
  - ニデックコンポーネンツ 《可変抵抗器》（旧日本電産コパル電子）
  - ニデックアドバンステクノロジー 《検査装置》（旧日本電産リード）
  - ニデックSVプローブ《プローブ》（旧SV TCL）
- 日本アイ・ビー・エム《パソコン》
- 日本NCR《パソコン》
- 日本オラクル《パソコン》
- 日本圧着端子製造 《接続コネクタ、圧着端子》
- 日本アビオニクス 《映像機器》（東証スタンダード・6946）
- 日本アンテナ 《アンテナ》（東証スタンダード・6930）
- 日本碍子《電池》
- 日本ゲートウェイ《パソコン》
- 日本ケミコン 《コンデンサ》（東証プライム・6997）
- 日本高圧電気 《配電用機器》
- 日本航空電子工業 《接続コネクタ》（東証プライム・6807）
- 日本高周波 《プラズマ応用機器》
- 日本光電工業 《医療電子（ME）機器》（東証プライム・6849）
- 日本シイエムケイ 《プリント基板》（東証プライム・6958）
- 日本信号 《鉄道・道路用信号機》（東証プライム・6741）
- 日本セラミック 《センサ》（東証プライム・6929）
- 日本ソルテック《パソコン》
- 日本タングステン 《電気接点》（東証スタンダード・6998）
- 日本端子 《コネクタ》
- 日本抵抗器製作所 《抵抗器》（東証スタンダード・6977）
- 日本通信 《通信機器》
- 日本デジタル家電 《AV機器》
- 日本デジタル研究所（JDL） 《財務用ソフト、専用機》
- 日本電音《音響機器》
- 日本電気(NEC) 《コンピュータ、映像機器、通信機器》（東証プライム・6701）
- 日本電子 《電子顕微鏡》（東証プライム・6951）
- 日本電子工業 《健康機器、理美容機器、家庭用調理機器、電子応用機器》
- 日本電子材料 《半導体検査用プローブカード》（東証スタンダード・6855）
- 日本電波工業 《水晶発振器》（東証プライム・6779）
- 日本トリム 《整水器》（東証プライム・6788）
- 日本ビクター 《AV機器》
- 日本ヒューレット・パッカード《パソコン》
- 日本HP《パソコン、プリンター》
- 日本フェンオール 《火災警報器》（東証スタンダード・6870）
- 日本マイクロニクス 《半導体検査装置》（東証プライム・6871）
- 日本無線 《無線通信機器》
  - 長野日本無線 《通信電子機器》
- NIMASO《携帯電話》
- ニューテック (情報機器) 《HDD関連製品》（東証スタンダード・6734）
- ニレコ 《制御装置、検査装置》（東証スタンダード・6863）
- NIRO 《AV機器》

- ネクスグループ（旧本多エレクトロン→ネットインデックス→ネクス（初代）） 《通信機器》（東証スタンダード・6634）
  - ネクス（2代目） 《通信機器》

- 能美防災 《火災報知機》（東証プライム・6744）
- ノーリツ 《ボイラー機器、給湯器システム》
- 野田スクリーン 《プリント基板加工》
- ノーベル工業《照明器具》

## ハ行
- BungBungame Japan《携帯電話》
- ハーマン・インターナショナル 《音響機器》
- ハイアール 《中国系家電メーカー》
- VAIO (企業)《パソコン》
- パイオニア 《AV機器》
  - 東北パイオニア 《カーステレオ》
- バーテックススタンダード 《無線通信機器》- 元の日本マランツと八重洲無線が統合
- バッファロー 《PC周辺機器》
- パナソニックホールディングス（東証プライム・6752）
  - パナソニック 《家電総合》
  - パナソニック インダストリー
  - パナソニック エコシステムズ
  - パナソニック エナジー《電池》
  - パナソニック エレクトリックワークス池田電機《照明器具》
  - パナソニック コネクト《映像機器、音響機器、パソコン》
  - パナソニック システムネットワークス→パナソニック システムソリューションズ ジャパン→パナソニック コネクト
  - パナソニック電工→パナソニックに合併 《配線材料、小物主体の家電製品、健康機器》
  - パナソニック デバイスSUNX 《センサー》（旧・パナソニック電工SUNX）
  - パナソニック デバイス佐賀《電子部品》→パナソニック インダストリー
  - パナソニック モバイルコミュニケーションズ 《無線通信機器、携帯電話》→パナソニック コネクト
  - パナソニック ライティングシステムズ《照明器具》
- パトライト 《回転灯》
- 浜松ホトニクス 《光関連電子部品》（東証プライム・6965）
- 原田工業 《車載用アンテナ》（東証スタンダード・6904）
- パルステック工業 《光関連検査装置》（東証スタンダード・6894）
- バルミューダ（東証グロース・6612）
- ハントキー 《中国系電源メーカー》

- PHCホールディングス （東証プライム・6523）
- PFU《パソコン》
- BIPROGY《パソコン》
- 日比野音療研究所《音響機器》
- ピースリー→トラース・オン・プロダクト
- ピーバンドットコム《電子部品》
- 日置電機 《計測機器》（東証プライム・6866）
- ピクセラ 《PC周辺機器》（東証スタンダード・6731）
- ビジコン 《計算機》
- ビジュアルテクノロジー《パソコン》
- ヴィスコ・テクノロジーズ
- 日立製作所 《総合電気》（東証プライム・6501）
  - 日立アプライアンス《電池》
  - 日立グローバルライフソリューションズ《家電・空調》
  - 日立グローバルライフソリューションズ《電池》
  - 日立国際電気 《通信機器、放送機器》（2000年10月1日国際電気、日立電子、八木アンテナの合併で発足）
  - 日立エーアイシー 《コンデンサ》
  - 日立ビークルエナジー《電池》
  - 日立ヘルスケア・マニュファクチャリング 《医療電子（ME）機器》（旧日立メディコ、製造部門以外を日立製作所に承継し改称）
    - 日立アロカメディカル《医療用電子機器、日立系、旧日本無線系》→日立ヘルスケア・マニュファクチャリング
- ヒューレット・パッカード 《PC関連》
- 平河ヒューテック《映像機器》
- ヒロセ電機 《接続コネクタ》（東証プライム・6806）

- final《音響機器》
- ファナック 《ロボット》（東証プライム・6954）
- ファストサーチ & トランスファ《パソコン》
- フィリップス 《オランダ系家電メーカー》
- フェローテックホールディングス 《特殊シール》（東証スタンダード・6890）
- フォスター電機 《スピーカー》（東証プライム・6794）
- フォルシアクラリオン・エレクトロニクス《音響機器》
- フォトロン《映像機器》
- 付加価値再販業者《パソコン》
- フクダ電子 《医療機器》（東証スタンダード・6960）
- FUZE 《音響、映像機器》
- 双葉電子工業 《蛍光表示管、ラジコン》（東証プライム・6986）
- フライングモール《音響機器》
- プライムアースEVエナジー《電池》
- プライム プラネット エナジー&ソリューションズ《電池》
- ブラウン 《シェーバー》
- ブラザー工業 《FAXなどの情報機器、ミシン》（東証プライム・6448）
- プラネックスホールディング 《情報機器》（旧：プラネックスコミュニケーションズ）
- 富士ソフト《携帯電話》
- 富士通 《コンピュータ、通信機器》（東証プライム・6702）
  - 富士通ITプロダクツ《パソコン》
  - 富士通テレコムネットワークス 《ネットワーク用通信機器》
  - 富士通コンポーネント 《電子部品》
  - 富士通ゼネラル 《空調機器、情報通信機器》（東証プライム・6755）
  - 富士通フロンテック 《POS、ATM》
- 不二電機工業 《制御機器》（東証スタンダード・6654）
- 富士電機 《電力などの重電機器》（東証プライム・6504）（旧：富士電機ホールディングス）
- 富士フイルムホールディングス 《持株会社》（東証プライム・4901）
  - 富士フイルム 《光学機器》
    - 富士フイルムイメージングシステムズ 《メディア、AXIA》（旧：富士フイルム コンシューマー営業本部 / 富士フイルムイメージテック）
    - 富士フイルム エレクトロニクスマテリアルズ 《半導体》
    - 富士フイルムオプトマテリアルズ 《液晶ディスプレイ》
    - 富士フイルム九州 《液晶ディスプレイ》
    - 富士フイルムソフトウエア 《IT関連機器》
    - 富士フイルムメディアクレスト 《ハードウェア関連》
    - 富士フイルムメディアマニュファクチャリング 《記録メディア（磁気テープ）》

  - 富士フイルムビジネスイノベーション 《OA機器》
- 船井電機 《AV機器を中心とした家電製品》
- ぷらっとホーム 《サーバ製品》（東証スタンダード・6836）
- ブラザー工業《プリンター》
- ブルーエナジー《電池》
- FREETEL《携帯電話》
- フレパー・ネットワークス《パソコン》
- 古河電池 《バッテリー》（東証プライム・6937）
- 古野電気 《魚群探知機、船舶用通信機器》（東証プライム・6814）
- プロサイド《パソコン》

- PEGASUS 《工業用・家庭用ミシン》（旧：ペガサスミシン製造）
- ヘリオス テクノ ホールディング （東証スタンダード・6927）
- ベルニクス 《電源装置》
  - フェニックス電機 《ランプ》
- PEZY Computing《パソコン》
- Pepz《音響機器》
- ベンキュー 《PC周辺機器》
- ペンタックス 《光学機器》

- BOSE 《音響機器》
- BoCo《音響機器》
- ホーチキ 《火災報知機》（東証プライム・6745）
- 北陸電気工業 《電子部品（抵抗器）》（東証スタンダード・6989）
- ホシデン 《電子部品（携帯電話用マイクなど）》（東証プライム・6804）
- ホタルクス《照明器具》
- ポラロイド 《カメラ》
- 堀場製作所 《分析機器》（東証プライム・6856）
- 本多電子 《魚群探知機、超音波応用機器》
- 本多木蝋工業所《照明器具》

## マ行
- マーレエレクトリックドライブズジャパン 《点火部品、モータ》（旧国産電機）
- マイクロソフト
  - 日本マイクロソフト 《PC周辺機器》
- マウスコンピューター《パソコン》
- マクセル 《メディア、乾電池》（東証プライム・6810）（旧日立マクセル→マクセルホールディングス）
- マスプロ電工 《アンテナ》
- マブチモーター 《小型モーター》（東証プライム・6592）
- マミヤ・オーピー 《光学機器》
- MARUWA《電子部品》
- MARUWA SHOMEI《照明器具》

- ミーレ 《白物家電》
- 三井ハイテック 《ICリードフレーム、精密部品》（東証プライム・6966）
- ミツバ (企業) 《自動車用ワイパーのモーター》（東証プライム・7280）
- 三菱電機 《総合電気》（東証プライム・6503）
  - 三菱電機エンジニアリング《音響機器》
  - 三菱電機照明《照明器具》
- 三菱重工業 《空調機》
- ミナトホールディングス 《持株会社》（：ミナトエレクトロニクス）（東証スタンダード・6862）
  - サンマックス・テクノロジーズ 《メモリーモジュール、システム機器、ストレージ製品、半導体》
  - ミナト・アドバンスト・テクノロジーズ 《電子機器》
- ミネベアミツミ 《精密ベアリング、モータ》（旧：ミネベア）（東証プライム・6479）
  - ミツミ電機 《光関連の電子部品》
  - 本多通信工業 《コネクタ》
- 美馬精機 《工業用ミシン》
- ミマキエンジニアリング 《プリンター》（東証プライム・6638）
- 宮越ホールディングス 《持株会社》（東証プライム・6620）
  - 宮越商事 《映像・音響機器》（東邦電器として発足。主に海外市場向けAV機器を主体に製造・販売していた。1983年に、ダイエーのプライベートブランド家電を製造していたクラウンを買収[1]。現在は中国でOEM製造した液晶・LEDテレビやDVDプレーヤー等を海外に販売しており、自社生産はおこなっていない[2]）
- 宮崎エプソン 《水晶発振器》
- ミヨシ電子《電子部品》

- MUTOHホールディングス（東証スタンダード・7999）
  - 武藤工業 《プロッタ》
- 村田製作所 《コンデンサ》（東証プライム・6981）
  - 東光 (電子部品メーカー) 《コイル》

- MEDIAEDGE《映像機器》
- メイコー 《プリント基板》（東証プライム・6787）
- 明星電気 《気象観測機器》
- 明電舎 《重電機器》（東証プライム・6508）
- 明和eテック 《生産ライン機器》
- メガチップス 《半導体》（東証プライム・6875）
- メディアリンクス 《放送通信機器》（東証スタンダード・6659）
- メディアシステム《映像機器》
- メムテック 《メディア、AV機器》
- メルコホールディングス 《持株会社》（東証スタンダード・6676）
  - バッファロー 《IT機器》
  - シー・エフ・デー販売 《パソコン周辺機器》
  - バイオス 《ストレージ関連製品》
  - バッファロー・IT・ソリューションズ 《ネットワーク機器》
  - アドバンスデザイン 《データ関連》
  - デジオン 《ネットワーク・ストレージソフトウェア》
- 目黒電波測器 《計測機器》
- 森尾電機 《LED機器》（東証スタンダード・6647）

## ヤ行
- ヤーマン 《美容・健康機器》（東証プライム・6630）
- 安川電機 《サーボモーター、制御機器》（東証プライム・6506）
  - ワイ・イー・データ 《記憶装置ドライブ》
- ヤノ電器 《PC周辺機器》
- 山一電機 《ICソケット》（東証プライム・6941）
- 山本音響工芸 《音響機器》
- ヤマハ 《音響機器》
- YAMAGIWA《照明器具》
- 山田照明《照明器具》

- ユーイング 《家庭用電気機器》（旧：森田電工）
- ユー・エム・シー・エレクトロニクス 《電子機器受託製造（EMS）》（東証プライム・6615）
- ユー・エム・シー・ジャパン 《半導体製造》
- ユーシン 《車のキーの部分》
- ユニデンホールディングス 《通信機器》（旧・ユニデン）
- ユニバーサル・シェル・プログラミング研究所《パソコン》
- ユニパルス 《計測機器》
- ユビテック 《映像画像設計》（東証スタンダード・6662）
- ユピテル 《レーダー探知機》
- 遊歩人《音響機器》

- ヨコオ 《車のアンテナ》（東証プライム・6800）
- 横河電機 《制御機器、計測機器》（東証プライム・6841）

## ラ行
- ライカ 《光学機器》
- LIVEDATA《パソコン》
- ラックスマン 《音響機器》
- ラトックシステム 《PC・スマホ周辺機器、音響機器》
- ラックスマン《音響機器》
- ラディウス (企業)《パソコン、音響機器》
- リーダー電子 《計測機器》（東証スタンダード・6867）
- リード企業 LEED《スピーカー》

- リオン 《補聴器》（東証プライム・6823）
- リコー 《OA機器、光学機器》（東証プライム・7752）
- リチウムエナジージャパン《電池》
- リバーエレテック 《水晶発振器》（東証スタンダード・6666）
- 菱北電子 《電極端子》

- ルネサス エレクトロニクス 《半導体》（東証プライム・6723）
- ルビコン 《コンデンサ》
- ルクス (企業)《照明器具》
- ルネサスエレクトロニクス《電子部品》

- レイテックス 《検査測定機器》（フェニックス銘柄・6672）（旧東証マザーズ）
- レーザーテック 《半導体検査装置》（東証プライム・6920）
- レックスマーク 《プリンタ》
- レノボ（旧IBMのPC部門） 《PC関連》
- レイホー製作所《電子部品》
- 黎明機械科技《電子部品》
- レシップ《照明器具》
- レゾナック《電池》
- Rentry《パソコン》

- ロアス 《PC周辺機器》
- ローム 《集積回路》（東証プライム・6963）
- ローヤル電機 《ファン、照明器具》
- ローランド《音響機器》
- ローランド ディー. ジー. 《大型プロッタ》
- ロジテック 《PC周辺機器》

## ワ行
- 和光電研 《電子回路、医療用具、マイコン》
- ワコム 《ペンタブレット》（東証プライム・6727）
- ワールドインテック《パソコン》
- YCC情報システム《パソコン》
- ワイ・デー・ケー《電子部品》